# مسیحیت در دوره قبل از نیقیه
مسیحیت در دوره قبل از نیقیه (Χριστιανισμός) زمان در تاریخ مسیحیت تا شروع شورای نخست نیقیه بود. این مقاله دوره بعد از عصر حواری قرن اول را در بر می‌گیرد. ۱۰۰ پس از میلاد، تا شورای نخست نیقیه در سال ۳۲۵ پس از میلاد. قرن دوم و سوم شاهد جدایی شدید مسیحیت از ریشه‌های اولیه آن بودیم. در پایان قرن دوم، با تعداد فزاینده ای از ادبیات مخالف یهودیان، یهودیت مدرن آن زمان و فرهنگ یهودی رد صریح وجود داشت. مسیحیت قرن چهارم و پنجم تحت فشار دولت امپراتوری روم قرار گرفت و ساختار اسقفی قوی و متحد کننده ایجاد کرد. دوره قبل از نیقیه فاقد چنین اقتداری بود و تنوع بیشتری داشت. بسیاری از تغییرات در این دوره با دسته‌بندی‌های منظم مخالفت می‌کنند، زیرا اشکال مختلف مسیحیت به شیوه ای پیچیده در تعامل بودند.